# Engelsk fuldblod
Engelsk fuldblod er en fremavlet hesterace, der stammer fra England i 1600- og 1700-tallet. Engelsk fuldblod har sin oprindelse i tre orientalske hingste ved navn Darley Arabian, Godolphin Arabian og Byerley Turk, samt eksemplarer af den lille, men også meget hurtige, i dag uddøde Gallowaypony. Målet med avlen har været at få den hurtigst mulige hest, og engelsk fuldblod anses i dag for verdens hurtigste hesterace. Racen anvendes inden for galopløb.
Engelske fuldblod er meget atletiske og muskuløse heste med et proportionalt eksteriør. De anvendes også som rideheste og indenfor ridesport på højt niveau inden for alle discipliner. Engelsk fuldblod anvendes også ved avl af andre hestetyper, eksempelvis travheste. Engelsk fuldblod bliver ofte mellem 155 og 165 cm i stangmål og er oftest brune, fukser, sorte eller skimmelfarvede.
Engelsk fuldblod er også speciel, da det er en af de få racer, hvor der avles alene efter præstation og ikke efter udseende, noget som opdrættere har stræbt efter siden racen først begyndte at fremavles. I dag er det engelske fuldblod en af de mest udbredte racer og findes i millionvis af individer og med over 118.000 nyregistrerede føl hvert år. Engelsk fuldblod regnes for den tredje af verdens mest indflydelsesrige moderne racer, lige efter arabisk fuldblod og den spanske hest.
Engelsk fuldblod er optaget i The General Stud Book, der indeholder et register over alle avlede heste af racen. Et renracet engelsk fuldblod betegnes XX efter sit navn.

## Historie
Engelsk fuldblod blev udviklet i 1600- og 1700-tallet i England og var et resultat af adelens og kongehusets interesse for hestevæddeløb. I løbet af de seneste 200 år er en omfattende global industri vokset frem omkring engelsk fuldblod, som er blevet blandt de vigtigste individuelle hesteracer i verden. Den anvendes til at "forbedre" andre racer i henseende til eksempelvis størrelse, mod og mental styrke og er en af de største indflydelser i avl af sportsheste.

### Engelsk fuldblods begyndelse
Engelsk fuldblods historie strækker sig tilbage til middelalderen med de kapløb på flad jord, der skete rundt omkring i landet. De første rigtige løb, der var over 4 engelske mil fandt sted i 1174 i Smithfield nær London. Løbene blev populære og blev afviklet op igennem hele middelalderen. I 1500-tallet blev udviklet et handicapsystem, hvor de hurtigste heste fik pålagt ekstra vægt.
Træning af galophestene blev også mere avanceret. Da Karl d. 2 blev konge over England, blev sporten gjort yderligere populær, idet Karl d. 2. var meget interesseret i hestevæddeløb og ofte besøgte væddeløbsbanerne. Karls datter Anne Stuart opmuntrede også sporten og avlen af kapløbheste. Med denne kongelige støtte voksede interessen drastisk for hestevæddeløb.
I begyndelsen af 1600-tallet havde opdrætterne derfor adgang til en enorm stamme med kapløbheste, som først og fremmest blev avlet på de kongelige stutterier. I avlen indgik også importerede hingste med orientalsk oprindelse, herunder arabisk fuldblod. Henrik VIII var hestevæddeløbenes første kongelige protektor og grundlagde Royal Paddocks ved Hampton Court med heste fra Spanien og Italien. De havde megen berberblod i sig og blev parret med væddeløbshestene.
Engelsk fuldblod blev også influeret af mindre ædle heste som de britiske ponyer Gallowaypony og irsk hobby. Avl af engelsk fuldblod blev dikteret af præstationer og ikke af udseende, et system som den dag i dag anvendes ved avlen af racen.

### Stamhingstene
Engelske fuldblods vigtigste stamfædre kan spores tilbage til tre importerede orientalske hingste: Byerley Turk, Darley Arabian og Godolphin Arabian. Disse tre heste siges være racens stamfædre og skulle ifølge legenden være arabisk fuldblod, men senere forskning har vist, at de formentlig har været turkmenske heste og berberheste.
Et genetisk studie har vist, at 95% af alle engelske fuldblodshingste kan spores til Darley Arabian via Y-kromosomet. I mere moderne stamtavler, hvor der inddrages ophav af både hingste og hopper, fremgår imidlertid, at flere heste har krydsninger til Godolphin Arabian (13,8%) end til Darley Arabian (6,5%) Samme studie viste i øvrigt, at den mindre kendte hingst Curwens Bay Barb havde større indflydelse (4,2%) end Byerley Turk, der kun havde 3,3% indflydelse. Den moderne fuldblodshest kan spores til hele 27 eller 28 forskellige hingste, som blev anvendt i avlen i 1600- og 1700-tallet. Trods dette regnes Byerley Turk, Godolphin Arabian og Darley Arabian fortsat for det engelske fuldblods første stamfædre. I avlen er indgået et stort antal hopper.
Disse tre stamfædre er med i stambogen og alle nulevende, racerene engelske fuldblod skal kunne spores tilbage til en af disse tre stamfædre igennem disses efterkommere. De vigtigste hingstelinier var Eclipse, som går tilbage til Darley Arabian, Herod, som går tilbage til Byerley Turk og Matchem, som går tilbage til Godolphin Arabian.
Byerley Turk
Byerley Turk var den første stamhingst. Hesten blev taget som krigsbytte af oberst Robert Byerley, da Budapest blev befriet fra tyrkerne i 1686-1687. Racen på Byerley Turk mentes at være turkmensk eller Achaltekeer, og ikke arabisk fuldblod, som ellers ofte hævdet. Byerley Turk var en mørkebrun, ganske let og utroligt hurtig hest, som blev en personlig favorit hos opdrætteren. Robert Byerley deltog med hesten i Slaget ved Boyne i 1690, inden Byerley tog ham tilbage til sit gods og anvendte ham som avlshingst på sit stutteri. Byerley Turk blev fader til mange avlsheste, især hingsten Jif, som igen blev fader til Herod; en af de absolut mest betydningsfulde hingste inden for fuldblodsavlen.
Darley Arabian
Den anden stamhingst, Darley Arabian, var en statelig, fuksfarvet arabisk hingst, som fik navnet Darley efter sin ejer, Thomas Darley. Darley Arabian blev født i ørknen i Syrien i året 1700 og blev solgt som fireårig af sheiken Mirza til Thomas Darley. Sheiken fortrød imidlertid kort efter at have solgt hesten, og han erklærede, at alle, der medvirkede til at fjerne hesten, ville blive henrettet. Thomas Darley lod imidlertid nogle mænd ro i land fra havet i ly af nattens mørke, som overmandede vagterne i stalden, hvorefter Darley kunne sejle væk med hingsten. Darley Arabian kom herefter til Yorkshire i England, hvor han blev avlshingst. Darley Arabian blev ofte avlet på hoppen Betty Leedes, og disse to blev forældre til den første rigtigt store galophest, hingsten Flying Childers. Betty Leedes var også farmors-mor af hesten Eclipse, som til sidst skulle blive en af de mest succesfulde galopheste nogensinde. Darley Arabian er den vigtigste af de tre traditionelle stamfædre, og ca. 95% af nutidens engelske fuldblod kan spores til Darley Arabian.
Goldolphin Arabian
Den tredje stamfader var hingsten Godolphin Arabian, som også blev kaldt Godolphin Barb. Årsagen til de to navne er, at man ikke var helt sikker på, om hingsten var arabisk fuldblod eller en berberhest. Det er usikkert, hvor hesten blev født, men det er formentlig sket i det nordlige Afrika eller i Yemen. Han kom til Europa som en gave til den franske kong Ludvig XV fra beyen i Tunis. Men Ludvig XV syntes ikke om hesten, der derfor blev benyttet som kørehest i Paris, indtil den blev sendt til England, hvor den endte i Lord Godolphins eje. Han blev avlshingst på Lord Godolphins stuteri, Gog Magog, i Cambridgeshire.
Godolphin Arabian var oprindeligt tiltænkt en rolle som "teaser", dvs. en hingst, der tester om hopperne er i brunst, førend den rigtige avlshingst slippes ind. Da Goldolphin Arabian skulle teste hoppen Roxanas brunst endte det med, at hoppen afviste avlshingsten Hobgoblin, hvorefter Godolphin Arabian fik lov til at bedække hoppen. Parret fik sammen tre hingste som afkom, Lath, Cade og Regulus. Alle tre var meget hurtige, herunder Lath, der vandt ni ud af ni starter i løbet Queen's Plate på Newmarket Racecourse.
Afkom af Godolphin Arabian har særlig præget de amerikanske grene af engelsk fuldblod som følge af hoppen Selima (født i 1745), der blev eksporteret til de britiske kolonier i Maryland i det nuværende USA.

## Oprindelig avl
De første orientalske hingste blev oftest parret med mere primitive hopper, ofte af indenlandske, britiske racer. Blandt andet benyttede man sig af hopper af racen irsk hobby, der var kendt for sin hurtighed. Disse ponyer blev avlet i Irland i 1200-tallet, formodentlig med en population af indenlandske ponyer, som har befundet sig i Irland siden antikken og som var blevet forædlet med spanske racer som Asturconpony eller den iberiske hest. Den meget hurtige og primitive Gallowaypony menes at være en af de racer, der blev anvendt i udviklingen af hobbyhestene og også i udviklingen af engelsk fuldblod. Disse ponyer var blevet udviklet som vildheste på de engelske og skotske heder.
I 1800-tallet blev de engelske hoppers gener studeret af Bruce Lowe, som kunne identificere hele 50 forskellige linjer af hopper inden for engelsk fuldblod. Dette antal blev ved yderligere forskning forøget til 75, men yderligere studier viste, at disse forskellige linjer havde fælles haplotyper, hvorfor linjerne blev reduceret til kun 15 hopper, som sikkert også havde samme forfader.

## Senere udvikling af det engelske fuldblod
I slutningen af 1700-tallet var galopløbene blevet organiseret med faste regler og havde karakter af en selvstændig sport. Ved at avle fuldblodene selektivt efter resultater, blev racens hurtighed forøget. Også størrelsen blev forøget, da ponyernes indflydelse på avlen aftog. Da distancerne på løbene blev ændret, blev også avlen justeret. Tidligere havde løbene været afviklet over 4 miles, men de blev reduceret til 1 til 1,8 miles. De ældre distancer havde været en fordel for ældre, udholdende heste med bedre kondition, men de nye løb gjorde, at man lagde vægt på at avle heste, der kunne løbe i en ung alder, da de unge heste var hurtigere end de ældre.

## Spredningen af det engelske fuldblod

### Amerika
Den første engelske fuldblod, der blev eksporteret fra England var Bolle Rock, som blev eksporteret til Virginia i den da britiske koloni i Nordamerika. Virginia og Maryland blev hurtigt de to primære områder i kolonierne inden for avl af engelsk fuldblod efter at yderligere heste blev sendt til kolonierne. Under den Amerikanske uafhængighedskrig ophørte eksporten til kolonierne, men den blev relativt hurtigt genoptaget efter USA's selvstændighed. Efter uafhængigheden blev de to største hingste i USAs avlshistorie importeret til landet. Messenger, som blev importeret i 1788, og Diomed, der blev importeret i 1798. Messenger fik aldrig nogen større indflydelse på fuldblodsavlen i USA, men blev i stedet stamhingst til den amerikanske travhest, og fik også indflydelse på flere andre amerikanske hesteracer som amerikansk saddlebred og Tennessee walking horse. Diomed blev derimod den absolut vigtigste hingst inden for amerikansk fuldblodsavl, først og fremmest igennem sin søn Sir Archy, der blev den første rigtig succesfulde amerikanskfolede fuldblodshingst, da han vandt flere store løb i landet. Diomed blev anvendt også i udviklingen af Quarterhesten.
I England blev man urolig over den amerikanske succes og frygtede, at de engelske galopbaner skulle blive overtaget af amerikanskfødt fuldblod i stedet for de engelske heste, idet de amerikanske galopbaner blev lukket i 1910. Som følge heraf blev i 1913 vedtaget en lov, "The Jersey Act", der forbød registrering af amerikanskfødte heste, hvis ikke opdrætterne kunne bevise, at hver eneste hest i stamtavlen kunne spores til stambogen, The General Stud Book. Efter mere end 100 års egen avl af fuldblod var dette vanskeligt for mange af de amerikanske opdrættere. I 1949 blev dette ændret til, at hesten kun havde brug for at vise 9 generationer tilbage i The General Stud Book.
I dag er USA et af de centrale lande inden for fuldblodsavl, hvor centrum for avl af galopheste nu ligger i Kentuckys Bluegrassregion.
I Sydamerika er galopsporten ikke specielt populær. Kun i Argentina er der foretaget avl af engelsk fuldblod og da primært til udvikling af hvor disse i stedet bidrog til at udvikle poloponyer til polo. I Argentina blev de første hingste importeret i 1853 og hopper fra 1856.

### Kontinentaleuropa
Engelsk fuldblod blev først eksporteret til Frankrig i året 1817, men galopsporten slog ikke an i Frankrig før dannelsen af den franske jockeyklub i 1833. Den franske stambog blev først etableret i 1834. Avlsarbejdet blev dog sat kraftigt tilbage under 1. verdenskrig. Også i Italien blev galopsporten organiseret forholdsvist sent med de første løb i begyndelsen i 1830'erne i Firenze, Milano og Napoli.
Mange andre lande importerede engelske fuldblod for selv at påbegynde avl, herunder Rusland, Polen, Tyskland og Ungarn, men uden at hestene fra disse lande endnu for alvor har kunnet udfordre de engelske og amerikanske heste inden for galopsporten. Tyskerne blev i stedet mest fremtrædende i avlen af atletiske varmblodheste som Hannoveranere, Trakehnere og Holstenere.
I Danmark er galopsporten blevet udøvet siden Den danske jockeyklub, Dansk Galop (Foreningen Til Den Ædle Hesteavls Fremme), blev stiftet i 1859. De første galopløb blev afviklet på Eremitagesletten nord for København. Der findes i dag flere opdrættere af engelske fuldblod i Danmark.

### Australien og New Zealand
De første heste kom til Australien med Den første flåde i 1788, men disse heste var primært arbejdsheste og krydsninger. Den første engelsk fuldblod blev importeret i 1802, en hingst ved navn Northumberland, der blev benyttet som kørehest og ikke galopsport. Først 1810 blev galopsporten organiseret i Australien og avlen af engelske fuldblod og galopheste blev startet. Indtil 1830'erne importeredes de fleste engelske fuldblod, der blev anvendt inden for galopsporten. Fra Australien blev de første fuldblod eksporteret til New Zealand i 1840'erne og 1850'erne. Den første direkte import fra England fandt sted i 1862. Galopsporten har ikke opnået den store interesse i New Zealand.

### Asien
Galopsporten menes at have sine rødder i Asien, hvor lokale stammer ofte konkurrerede i kapløb med deres ørkenheste. Dette er fortsat en tradition i områder, men oftest benyttes lokale hesteracer til løbene.
Kun i Japan har det engelske fuldblod domineret, da adgangen til indenlandske racer var begrænset til primitive ponyracer. I Japan er galopsporten særdeles populær og avlen af galopheste er meget omfattende. Japan importerede de første fuldblod først i 1890'erne, men først efter afslutningen af anden Verdenskrig blev avlen af fuldblod og galopsporten seriøs i Japan.
I 1996 blev Dubai World Cup etableret. Dubai World Cup er det galopløb i verden med den største præmiesum.

## Eksteriør
Det engelske fuldblod er en velproportioneret hest, men da den er avlet med henblik på hurtighed og ikke udseende, kan de fysiske detaljer variere en del fra hest til hest. Højden kan variere mellem omkring 150 til 175 cm i stangmål, men ligger oftest mellem 155 til 165 cm. Almindelige farver er brun eller mørkebrune, fuks, sort, gråskimmel og i sjældne tilfælde andre varianter af skimmel som rødskimmel eller blåskimmel. Hvide aftegn er tilladt, men ses sjældent.

## Egenskaber
Fuldblodshesten er ikke kun verdens bedste væddeløbsløbshest, men mange af verdens bedste rideheste er også fuldblod eller avlet med påvirkning fra fuldblod. Engelsk fuldblod anvendes i dag også inden for dressur, ridebanespringning og military. Fuldblod kan efter en aktiv løbskarriere anvendes som rideheste. Fuldblod egner sig ikke som trækhest, men den er meget anvendt i avlen af travheste.
Engelske fuldblod har indgået i udviklingen af næsten alle europæiske varmblodsheste og er den største indflydelse i udviklingen af sportsheste, der udvikles til ridesport på højt niveau. Også mindre ponyer er blevet influeret af fuldblodet, herunder i udviklingen af verdens mindste hesterace, Falabella, som blev udviklet ved hjælp af meget små engelske fuldblod, som blev parret med shetlandsponyer .
Hestens alder til brug for galopløb ændres årligt den 1. januar for heste født på den nordlige halvkugle og den 1. august for heste født på den sydlige halvkugle.

## Fuldblod som forædler af andre racer
Fuldblodets enestående egenskaber har gjort den flittigt anvendt i forædlingen af mange andre hesteracer. Et eksempel herpå er udviklingen af angloaraberen. Angloaraberen er i korte træk en blanding mellem arabisk og engelsk fuldblod. Mange halvblodsracer har opnået vellykkede resultater med indførelsen af betydelige mængder fuldblod i avlen. Fremavlen af den amerikanske travhest er sket med betydelig indflydelse af fuldblod gennem hingsten Messenger.
Engelsk fuldblod har indgået i udviklingen af næsten alle europæiske varmblodsheste (herunder Dansk Varmblod) og er den største bidragsyder i udviklingen af de heste, der er udviklet til ridesport på højt niveau. Selv mindre ponyer er blev påvirket af fuldblodshesten. Verdens mindste hesterace, Falabellaen, er udviklet ved brug af små engelske fuldblod, der blev parret med shetlandsponyer.
Selv i koldblodsavlen har der været tilført fuldblod i en vis udstrækning. Mange af nutidens ponyracer indeholder noget engelsk fuldblod. De bedste ponyer til konkurrence er ofte krydsninger mellem pony og fuldblod, f.eks. britisk ridepony.

## The General Stud Book
For at kunne blive regnet for fuldblod, skal hesten være registreret, eller være berettiget til registrering, i den officielle stambog for fuldblod: The General Stud Book. For at kunne optages i stembogen skal hesten på moderens og faderens side nedstamme fra familier, der allerede er repræsenteret i tidligere bind af stambogen. Alternativt skal det kunne påvises, at hesten er absolut raceren i otte eller ni generationer tilbage i mindst 100 år, samt at de nærmeste slægtleds præstationer på galopbanen viser, at de er rent fuldblod.
Familien Weatherby har været udgiver af stambogen fra begyndelsen til i dag og har hidtil udgivet 41 bind, hvor hvert normalt omfatter fire år. The General Stud Book har været forbillede for tilrettelæggelsen af mange andre racers stambøger. Hvert land, som har fuldblodsavl, har egne stambøger, men d går tilbage til The General Stud Book.
Betegnelsen (xx) står for engelsk fuldblod og angives i forbindelse med hesten navn. Står der xx efter en hests navn, betyder det, at den er renracet engelsk fuldblod.